# Абдуллаев, Супьян Минкаилович
Супья́н Минкаи́лович Абдулла́ев, также известен под куньей Абу́-Суфья́н, имел прозвища «Рыжий Супьян», «Читок» (8 ноября 1956, Казахская ССР — 28 марта 2011, Ингушетия, Россия) —  бригадный генерал ВС ЧРИ, полевой командир, террорист. Заместитель командира «Исламского батальона» (1994—1996). В 2007—2011 годах — 1-й наиб (заместитель) амира Имарата Кавказ Доку Умарова, его ближайший соратник, военный амир Имарата Кавказ, идеолог ваххабизма. 8-й вице-президент Чеченской Республики Ичкерия (ЧРИ) (2007, март — октябрь), министр финансов ЧРИ.

## Биография
По национальности чеченец, принадлежит к тейпу Цадахарой, корнями из чеченского села Хаттуни. Родился в Казахской ССР.
После снятия ограничения на передвижения депортированных вернулся с родителями в Чечню. Окончил школу, затем педагогическое училище. Поступил в Чечено-Ингушский государственный университет, по окончании которого работал учителем физкультуры в школах Веденского района. Обучался у чеченских и дагестанских алимов, преподавал ислам детям в религиозных школах (медресе). Кандидат в мастера спорта по вольной борьбе.
Один из организаторов партии «Исламское возрождение» в СССР в конце 1980-х годов.
С 1991 года принимал активное участие в политических событиях в Чечне. До 1994 года руководил исламским центром «Ар-Рисаля» в Грозном.
26 ноября 1994 года в составе боевой группы принял участие в нападении на вооружённые подразделения антидудаевской оппозиции в Грозном в ходе штурма города.
На протяжении 1994—1996 годов принимал активное участие в боевых действиях против российских войсковых подразделений в должности заместителя командира «Исламского батальона». В августе 1996 года участвовал в нападении на Грозный. Командовал отдельными подразделениями штурмовых групп в центре столицы при атаках на здания ФСБ, «6 отдела», «Дома Правительства», в районе стадиона «Динамо» и др. участках.
После Первой чеченской войны был назначен президентом Масхадовым на должность заместителя министра МШГБ (министерства шариатской госбезопасности) по воспитательной работе с личным составом.
С началом новой фазы войсковой операции по уничтожению вооружённых бандформирований 1 сентября 1999 года принимает активное участие в боевых действиях против российских войск сначала в должности заместителя командира "Исламской бригады «Джундуллах» («Войско Аллаха»), затем в должности командира (с осени 2001 года). (Впоследствии бригада входила в структуру Восточного фронта ВС ЧРИ и действовала, в основном, на территориях Веденского и Шалинского районов.)
Летом 2002 года распоряжением Масхадова введён в состав ГКО-Маджлисуль Шура ЧРИ и его военного комитета, а также возглавил его финансовый комитет.
С осени 2003 года возглавлял Шалинское направление Восточного фронта ВС ЧРИ.
В июле 2004 года указом президента ЧРИ Аслана Масхадова получил портфель министра финансов в реформированном правительстве ЧРИ.
В январе 2006 года появлялась информация о гибели Абдуллаева в результате спецоперации в Шалинском районе Чечни. Данная информация затем была опровергнута, убитым оказался его младший племянник.
Министр внутренних дел Чеченской республики Руслан Алханов характеризовал Абдуллаева тогда как «являвшимся вместе с Мовлади Удуговым и Исламом Халимовым основоположником ваххабизма в Чечне».
Моджахеды вышли на Джихад как раз для того, чтобы умереть на этом пути или победить, а не для того, чтобы выжить
Указом президента ЧРИ Доку Умарова с 3 марта 2007 года назначен вице-президентом ЧРИ.
С 2007 года — первый наиб (заместитель) Амира Имарата Кавказа Доку Умарова, первый в этом титуле.
«Мой советник и старый ветеран муджахидов», характеризовал его в 2010 году Доку Умаров.
Когда в июне 2009 года появилась впоследствии не подтвердившаяся информация о предположительной гибели Доку Умарова, Ахмед Закаев высказал мнение, что его преемником скорее всего станет его ближайший сподвижник Супьян Абдуллаев. Тогда же отмечалось, что его считают одним из наиболее непримиримых радикалов.
В 2009 году был депортирован из Египта в Россию его 22-летний сын Масуд. Проживающая в Баку его мать в связи с этим, как утверждают, заявила, что Супьян Абдуллаев ни под какими угрозами не поддастся на шантаж: это человек, который осознанно выбрал свой путь и не свернёт с него.
«Один из наиболее авторитетных ветеранов чеченского подполья», — писал о нём в 2010 году «Голос Америки», — «Кроме военных достижений, Супьян также известен как алим — исламский учёный, благодаря чему он пользуется популярностью среди сторонников „Имарата Кавказ“ как в Чечне, так и за её пределами».
До 2011 года Абдуллаев готовил террористов на учебных базах в горно-лесистых районах, среди его воспитанников, в частности — исполнители взрыва в здании аэропорта «Домодедово» 24 января 2011 года.
29 марта 2011 года появилась информация, что он погиб в ходе спецоперации в Сунженском районе Ингушетии (труднодоступная горно-лесистая местность в 15 км к юго-западу от села Верхний Алкун). Позже она была подтверждена, представители Имарата Кавказ также подтвердили факт гибели Абдуллаева.
Утверждают, что до своей гибели он большую часть времени проводил вместе с Доку Умаровым: «Он постоянно находился с Доку Умаровым. Это один из их идеологов», — отмечал Юнус-Бек Евкуров. «Мы знаем, что с Умаровым всегда рядом находился Абдуллаев, являющийся главным идеологом боевиков на Северном Кавказе», — заявлял Рамзан Кадыров.
«Один из самых опытных командиров моджахедов Кавказа, наставник молодых мусульман, учитель и воспитатель моджахедов, ближайший соратник Амира Докку Абу Усмана», — характеризовал его в некрологе Мовлади Удугов, также отмечая: «Он был из тех мужчин, которые никогда не просят о помощи, но сами всегда приходят на помощь, никогда не жалуются, но всегда готовы разделить беды и печали других. И никогда, никогда не сдаются…! Дада (отец) — уважительно называли его моджахеды Чечни и Ингушетии».
За время боевых действий получил неоднократные ранения.